# Jean Houzeau de Lehaie
Jean Auguste Hippolyte Houzeau de Lehaie (Mons, 6 marzo 1867 – Saint-Symphorien, 4 settembre 1959) è stato un biologo belga.

## Biografia
Jean Houzeau de Lehaie dedicò la sua carriera alla botanica delle specie di bambù e all'introduzione di molti nella pratica del giardinaggio europeo attraverso la sua proprietà, L'Hermitage, vicino a Mons, nella provincia belga di Hainaut. Fu anche uno studente delle orchidee terrestri temperate del Belgio e della Francia.
Viaggiatore incallito, fu patrono e redattore di un diario dedicato al bambù, Le Bambou, che pubblicò tra il 1906 e il 1908. Per molti decenni diffuse liberamente bambù esotici in giardini pubblici e privati, verificandoli per la loro robustezza nel nord Europa.
Piuttosto che vendere la sua terra per un cimitero per i soldati tedeschi dopo la prima guerra mondiale, la donò per il cimitero della St. Graphorien Commonwealth War Graves Commission a condizione che ricevesse, amichevolmente nella morte, tombe tedesche e del Commonwealth.
I suoi interessi archeologici furono stimolati dalle cave neolitiche di selce a Spiennes, vicino a Mons. Dal 1945 al 1947 curò e pubblicò la rivista La Solidarité paysanne, difendendo la difficile situazione del tradizionale contadino europeo moderno.
L'abbreviazione dell'autore standard J.Houz. è usato per indicare questa persona come l'autore quando cita un nome botanico.